# 布埃 (科多尔省)
布埃（法語：Bouhey，法語發音：[bu.ɛ]）是法国科多尔省的一个市镇，属于博讷区。

## 地理
布埃（47°12'2"N, 4°40'8"E）面积7.64 平方千米，位于法国勃艮第-弗朗什-孔泰大區科多尔省，该省份为法国中东部省份，北起奥布省，西接涅夫勒省和约讷省，南至索恩-卢瓦尔省，东南接汝拉省，东临上索恩省，东北部与上马恩省接壤。
与布埃接壤的市镇（或旧市镇、城区）包括：乌什河畔拉比西耶尔、克吕热、圣萨比娜、乌什河畔沃韦、沙托讷夫。

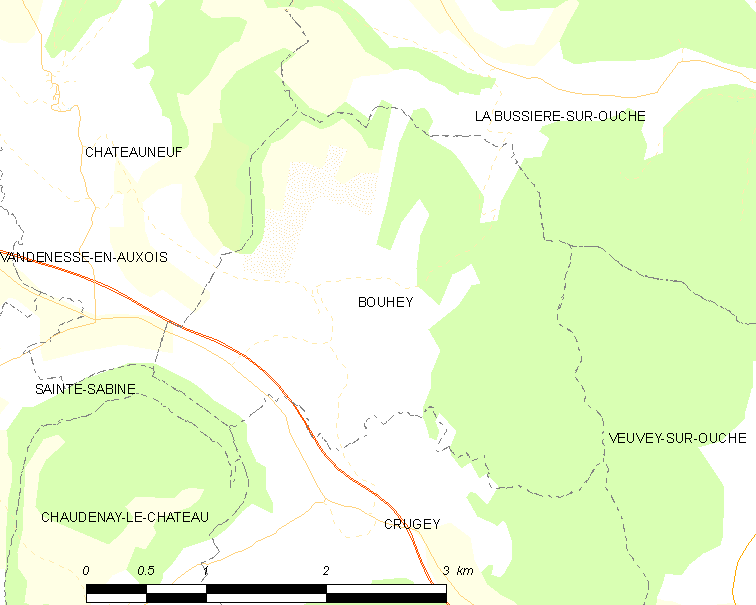
的OSM定位图

布埃的时区为UTC+01:00、UTC+02:00（夏令时）。

## 行政
布埃的邮政编码为21360，INSEE市镇编码为21091。

## 政治
布埃所属的省级选区为阿尔奈勒迪克县。

## 人口

1962-2008年间人口变化图示

布埃于2022年1月1日时的人口数量为50人。